# Station Lubsza Śląska
Station Lubsza Śląska is een spoorwegstation in de Poolse plaats Lubsza.